# Ryu Seung-woo
Ryu Seung-woo (Hangul: 류승우 - Busan, 17 december 1993) is een Zuid-Koreaans voetballer die bij voorkeur als aanvaller speelt. Hij verruilde in augustus 2014 Jeju United voor Bayer Leverkusen, dat hem in het voorgaande halfjaar al huurde. Gedurende de tweede seizoenshelft van de jaargang 2015/16 huurde Leverkusen Seung-woo uit aan Arminia Bielefeld.

## Clubcarrière
Ryu tekende op 6 november 2013 als transfervrije speler zijn eerste profcontract voor Jeju United. Dat verhuurde hem een maand later voor een jaar aan Bayer Leverkusen, dat daarbij een optie tot koop kreeg. Ryu debuteerde in de Bundesliga op 25 januari 2014, tegen SC Freiburg. Hij viel na 83 minuten in voor Son Heung-Min. Hoewel voor een jaar gehuurd door Leverkusen, verhuisde Ryu in augustus 2014 voor de rest van dat jaar naar Eintracht Braunschweig, ook op huurbasis, met goedkeuring van Leverkusen, dat de optie tot koop lichtte. Met Eintracht Braunschweig ging hij in de 2. Bundesliga spelen.

## Interlandcarrière
Ryu speelde vier interlands voor Zuid-Korea -19. Hij scoorde twee doelpunten in drie wedstrijden voor Zuid-Korea -20 op het WK -20 2013 in Turkije. Hij was in de groepsfase van het toernooi trefzeker tegen Cuba en Portugal.